# Carnavalito

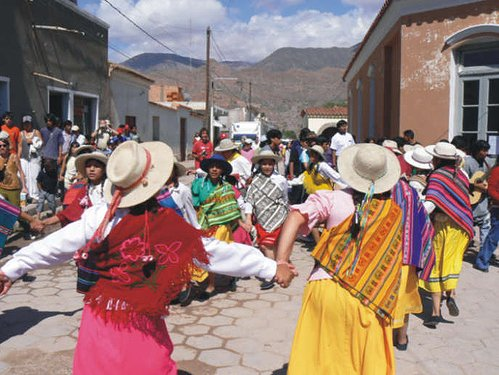
Carnavalito (danza), en Humahuaca, Jujuy, Argentina.

El carnavalito es un género musical y danza folklórica de origen prehispánico desarrollado principalmente en el noroeste de Argentina, especialmente en las provincias de Jujuy y Salta,y en el altiplano de Bolivia, así como en las tierras bajas, en los departamentos de Beni, Pando y Santa Cruz.También se practica en el norte de Chile, desde Arica y Parinacota hasta La Serena,y algunas regiones de Perú, como Arequipa y Cajamarca. A lo largo del tiempo, ha incorporado elementos de otras danzas, pero conserva su carácter festivo y comunitario.

## Características
Carnavalito es el nombre de una antigua danza que practican pueblos indígenas del Altiplano. Suelen bailarla en cualquier época del año. Su música es alegre, en general pentatónica, ejecutada con instrumentos regionales como la quena, el charango, el erke, la caja chayera, el sikus y el bombo.
Primitivamente se bailó como danza colectiva, sin parejas, con las pocas figuras comunes a casi todos los bailes antiguos: rondas, filas, serpentinas, etc. Posteriormente, se continuó bailando en grupo pero también agrupados en parejas, realizando movimientos al compás de la música. Los danzantes se mueven en torno a los músicos o en hilera y una mujer u hombre con un estandarte o banderín adornado con cintas en la mano, se encarga de dirigir la hilera.

## Estructura
Es una danza que posee elementos simples que van disponiéndonos a gusto de los bailarines, tal es el caso de las hileras o filas, de los puentes y las diferentes tomas y enlaces entre las parejas. Cada elemento es utilizado dentro de la danza desde la propia iniciativa del grupo danzante. Como por ejemplo las "Calles" se generan para que las demás parejas pasen por el pasillo central y cada una de esas parejas decide cómo atravesar la calle. Esto puede ser imitando algún movimiento, haciendo morisquetas, girando, saltando, todo desde un sentido alegre y hermoso.
Las figuras que podemos ver son la rueda, la doble rueda, la hilera de itinerario libre y otras. Es común el trote y pequeños saltos, y una larga fila que forman de a dos bailarines tomados del brazo. Se destacan las figuras conocidas como «el puente», «las alas» y «las calles».
En el oriente boliviano, el carnavalito se formo mediante la fiesta del carnavalito (que despide al carnaval), la cual anuncia la llegada de las carnestolendas y cierra las fiestas después del primer viernes de Pascua. Por lo general, sus letras eran viejas composiciones rimadas, portadoras de enseñanzas tradicionales y de historias de enamorados.
Como era la usanza de Santa Cruz, Beni y Pando, en Bolivia, las mujeres que bailan un Carnavalito visten un tipoy colorido (vestido largo, sin cuello ni mangas) y llevan flores veraniegas en el cabello. La indumentaria de los varones consiste en una camisa blanca, un pantalón casi hasta los tobillos, una pañoleta y un "sombrero de Sao".
Si bien se llama "carnavalito" también esta danza, es muy diferente tanto en su origen como en la forma de bailar y hasta en la vestimenta, pues esta zona de Bolivia, históricamente no es y nunca fue área de influencia quechua (si no española), como si lo es el norte argentino.
Por la forma en que los bailarines se mueven, la danza recuerda un vals europeo, pero por su ritmo es más semejante al taquirari y al bailecito.
Desde aproximadamente la mitad del siglo XX, los Carnavalitos son interpretados por bandas, denominadas buris; igual modificación ocurrió en el caso del Taquirari, ejecutada antes sólo con la guitarra criolla; la danza se extendió hacia el departamento de Tarija, lugar donde, si bien no es común, se suele bailar con un estilo similar al carnavalito cruceño oriental, pero con la vestimenta natal de la región. 
También se puede encontrarse versiones de este baile y su música alegre en las provincias de Chuquisaca, Cochabamba y las poblaciones de Vallegrande en Bolivia.

## Carnavalito en Bolivia
El Carnavalito ha desarrollado variantes tanto en el altiplano como en la región oriental de Bolivia. En los departamentos de Beni, Pando y Santa Cruz, el Carnavalito es un ritmo mestizo que se consolidó después de 1952 como un símbolo de integración nacional. Su origen se vincula al Carnaval, un género musical interpretado tradicionalmente con guitarras, maracas, lautas e instrumentos metálicos.
Investigadores como Molina Ruiz han señalado que el Carnaval oriental tiene similitudes con otros ritmos latinoamericanos, como la Polka paraguaya, el Chamamé argentino, el Joropo venezolano y el Huapango mexicano. También se ha sugerido que pudo derivar del Guachambé, una danza cruceña popular en el siglo XIX. La primera composición registrada con música y letra fue Palomita de Arrozal (1938), de Raúl Otero Reiche y Jorge Luna.
El Carnavalito oriental se distingue por su compás de 3/4, su ritmo ligero y vivaz, y el uso de instrumentos como guitarras, lautas, cascabeles y cajas. En contraste, la versión andina ha incorporado saltos y figuras dinámicas, alejándose del estilo original, que se asemejaba más a un vals ligero con giros. Debido a estas diferencias, algunos estudiosos diferencian entre el Carnavalito andino, el vallegrandino y el cruceño.